# Хороші хлопці носять чорне
Хороші хлопці носять чорне (англ. Good Guys Wear Black) — бойовик 1978 року режисера Теда Поста. Також відомий під назвою «Чорні тигри».

## Сюжет
Хтось методично знищує учасників секретної операції «Фенікс», що проводилася урядом США. Командир спецпідрозділу «Чорні Тигри» майор Джон Букер повинен поставити крапку у кривавій бійні.

## У ролях
- Чак Норріс — Джон Т. Букер
- Енн Арчер — Маргарет
- Джеймс Франсіскус — Конрад Морган
- Ллойд Гейнс — Мюррей Сондерс
- Дена Ендрюс — Едгар Гарольдс
- Джим Бакус — швейцар
- Лоуренс П. Кейсі — Майк Поттер — Чорні тигри
- Ентоні Манніно — Горді Джонс — Чорні тигри
- О Сун Тек — Мхін Ван Тхієу — Чорні тигри
- Джо Беннетт — Лу Голдберг — Чорні тигри
- Джеррі Дуглас — Джо Вокер — Чорні тигри
- Стек Пірс — Холлі Вашингтоні — Чорні тигри
- Майкл Пейн — Мітч — Чорні тигри
- Девід Старуолт — Стігл — Чорні тигри
- Аарон Норріс — Ел — Чорні тигри
- Дон Пайк — Генк — Чорні тигри
- Бенжамін Дж. Перрі — Фінні — Чорні тигри
- Кеті МакКаллен — Келлі
- Майкл Старк — Пітман
- Джеймс Бейкон — сенатор
- Хатсуо Юда — чистельщік взуття
- Вірджинія Вінг — місіс Мхін Ван Тхієу
- Віола Гарріс — Агент авіаквитків
- Джекі Робінс — повна дама
- Пет Е. Джонсон — агент ЦРУ
- Воррен Сміт — водій Моргана
- Дік Шоумейкер — диктор